# 127-я мотострелковая дивизия
127-я мотострелковая ордена Кутузова дивизия (сокр. 127 мсд, в/ч 44980) — тактическое соединение Сухопутных войск Российской Федерации.
Пункт постоянной дислокации формирования — село Сергеевка Пограничного района Приморского края. Соединение входит в состав 5-й гвардейской общевойсковой армии Восточного военного округа.
Дивизия создана 1 декабря 2018 года на базе 59-й мотострелковой бригады, существовавшей в период 1 ноября 2009 — 1 декабря 2018 гг. и которая была создана путём переформирования 127-й пулемётно-артиллерийской дивизии.

## История
Первоначально дивизия была образована как 2-я колхозная стрелковая дивизия в селе Лутковка-Медведицкое Шмаковского района Уссурийской области ДВО, бывшей в составе уникального Особого колхозного корпуса в составе ОКДВА созданной по приказу Революционного военного совета. Дивизия сформирована 14 мая 1932 года, что стало датой празднования юбилеев дивизии, а затем бригады. Позднее дивизия неоднократно переформировывалась и имела  действительные наименования, в годы:
- 1932—1936 — 2-я колхозная стрелковая дивизия;
- 1936—1945 — 66-я стрелковая дивизия;
- 1945—1957 — 2-я танковая дивизия;
- 1957—1965 — 32-я танковая дивизия;
- 1965—1970 — 66-я танковая дивизия;
- 1970—1990 — 277-я мотострелковая дивизия;
- 1990—2009 — 127-я пулемётно-артиллерийская дивизия;
- 2009—2018 — 59-я отдельная мотострелковая бригада;
- 2018 — н. в. — 127-я мотострелковая дивизия.[6]

В годы Великой Отечественной войны соединение существовало как 66-я стрелковая дивизия (66 сд) РККА. 19 сентября 1945 года награждена орденом Кутузова 2-й степени.
В конце Второй мировой войны 66-я стрелковая дивизия приняла участие в Советско-японской войне. В составе 35-й армии 1-го Дальневосточного фронта Рабоче-крестьянской Красной армии 66-я сд сражалась в ходе Харбино-Гиринской наступательной операции против группировки японских войск в Маньчжурии.
За образцовое выполнение заданий командования в боевых действиях против японских войск при форсировании реки Уссури, прорыве Хотунского, Мишаньского, Пограничненского, Дунинского укрепрайонов, овладении городами Мишань, Гирин, Яньцзы, Харбин и проявленные при этом доблесть и мужество 19 сентября 1945 года 66-я стрелковая дивизия награждена орденом Кутузова II степени. В частях дивизии награждены 3 героя Советского Союза, 1266 человек — орденами, 2838 — медалями.
1 ноября 2009 года 127-я пулемётно-артиллерийская дивизия, в ходе реформы Вооружённых сил, была переформирована в 59-ю отдельную мотострелковую бригаду с сохранением боевой славы, наград и исторического формуляра соединения.
В 2013 году 59-я бригада занималась ликвидацией последствией масштабного наводнения на Дальнем Востоке.
1 декабря 2018 года 59-я отдельная мотострелковая бригада переформирована в 127-ю мотострелковую дивизию
В 2022 году дивизия приняла участие во вторжении на Украину. Во время вторжения погиб командир 872-го артиллерийского полка 127-й мотострелковой дивизии подполковник Фёдор Соловьёв.
3 марта 2025 года Указом президента Российской Федерации 394-му мотострелковому полку присвоено почётное наименование «гвардейский» за «массовый героизм и отвагу, стойкость и мужество проявленные личным составом полка в боевых действиях по защите Отечества и государственных интересов в условиях вооружённых конфликтов».

## Состав
На 1941 г. 66-я стрелковая дивизия имела в составе:
- управление
- 33-й стрелковый полк,
- 108-й стрелковый полк,
- 341-й стрелковый полк,
- 161-й артиллерийский полк,
- 263-й гаубичный артиллерийский полк (до 01.1942),
- 473-й отдельный самоходно-артиллерийский дивизион,
- 118-й отдельный истребительно-противотанковый дивизион,
- 39-я разведывательная рота,
- 91-й сапёрный батальон,
- 928-й отдельный батальон связи,
- 42-й медико-санитарный батальон,
- 118-я отдельная рота химзащиты,
- 493-я автотранспортная рота,
- 725-я полевая хлебопекарня (81-й полевой автохлебозавод, 113-я полевая хлебопекарня),
- 235 (112)-й дивизионный ветеринарный лазарет,
- 56-я дивизионная артиллерийская ремонтная мастерская,
- 283-я полевая почтовая станция,
- 255-я полевая касса Госбанка.

На конец 1980-х в 277-й мсд (в/ч 44980, с. Сергеевка) находились:
- Управление (Сергеевка)
- 394-й мотострелковый Краснознамённый полк (в/ч 35256, с. Сергеевка)
- 314-й мотострелковый полк (в/ч 52619, с. Платоновка)
- 702-й мотострелковый полк (в/ч 61659, с. Барано-Оренбургское)
- 218-й танковый Краснознамённый полк (в/ч 16871, п. Липовцы)
- 872-й артиллерийский Витебско-Хинганский ордена Александра Невского полк (в/ч 73776, с. Барано-Оренбургское)
- 1171-й зенитный ракетный полк (в/ч 64050, с. Сергеевка)
- 77-й отдельный разведывательный батальон (в/ч 22426, с. Барано-Оренбургское)
- 561-й отдельный ракетный дивизион (в/ч 67729, с. Сергеевка)
- 152-й отдельный противотанковый дивизион (в/ч 52297, с. Сергеевка)
- 243-й отдельный инженерно-сапёрный батальон (в/ч 64416, п. Липовцы)
- 133-й отдельный ремонтно-восстановительный батальон (в/ч 75230, п. Липовцы)
- 928-й отдельный батальон связи (в/ч 47059, с. Сергеевка)
- 369-я отдельная рота химической защиты (в/ч 02114, с. Сергеевка)
- 1139-й отдельный батальон материального обеспечения (в/ч 03931, с. Сергеевка)
- 42-й отдельный медицинский батальон (в/ч 32462, с. Барано-Оренбургское)
- ОВКР (в/ч 43909, с. Сергеевка)

- Управление
- 1-й мотострелковый батальон,
- 2-й мотострелковый батальон,
- 3-й мотострелковый батальон,
- стрелковая рота (снайперов),
- танковый батальон,
- 1-й гаубичный самоходно-артиллерийский дивизион,
- 2-й гаубичный самоходно-артиллерийский дивизион,
- реактивный артиллерийский дивизион,
- противотанковый артиллерийский дивизион,
- зенитный ракетный дивизион,
- зенитный ракетно-артиллерийский дивизион,
- разведывательный батальон,
- инженерно-сапёрный батальон,
- батальон управления (связи),
- рота БПЛА,
- рота РХБ защиты,
- рота РЭБ,
- батарея управления и артиллерийской разведки (начальника артиллерии),
- взвод управления и радиолокационной разведки (начальника ПВО),
- взвод управления (начальника разведывательного отделения),
- ремонтно-восстановительный батальон,
- батальон материального обеспечения,
- комендантская рота,
- медицинская рота,
- взвод инструкторов,
- взвод тренажеров,
- полигон,
- оркестр.[12]

- Управление дивизии, в/ч 44980 (с. Сергеевка);
- 114-й гвардейский мотострелковый Духовщинско-Хинганский ордена Октябрьской революции, Краснознамённый, ордена Суворова полк, в/ч 24776 (г. Уссурийск);
- 143-й гвардейский мотострелковый полк[13], в/ч 21634 (с. Сергеевка);
- 394-й гвардейский мотострелковый полк, в/ч 25573 (с. Сергеевка);
- 218-й гвардейский танковый полк, в/ч 82588 (с. Сергеевка);
- 872-й самоходный артиллерийский Витебско-Хинганский ордена Александра Невского полк, в/ч 75234 (с. Сергеевка);
- 1171-й зенитный ракетный полк, в/ч 65484 (г. Уссурийск);
- 77-й отдельный разведывательный батальон;
- 243-й отдельный инженерно-сапёрный батальон, в/ч 93580;
- 79-й отдельный ремонтно-восстановительный батальон, в/ч 98655 (пгт Липовцы);
- 928-й отдельный батальон связи, в/ч 14241,
- 42-й отдельный медицинский батальон
- 1139-й отдельный батальон материального обеспечения

## Командиры
- 10.01.1939 — 24.01.1942 — полковник, с 09.11.1941 генерал-майор Юшкевич, Михаил Куприянович
- 25.01.1942 — 10.10.1942 — полковник Пискунов, Дмитрий Григорьевич
- 11.10.1942 — 22.11.1944 — полковник, с 18.05.1943 генерал-майор Сорокоумов, Василий Флегонтович
- 23.11.1944 — 03.09.1945 — полковник Нестеров, Фёдор Кузьмич[10]
- генерал-майор Петров Юрий Петрович (2005-2007),
- полковник Рыжков, Сергей Борисович (2008—2009);
- полковник Тубол, Евгений Викторович (2009—2011);
- полковник Сычевой, Андрей Иванович (август 2011 — январь 2012);
- полковник Бердников, Роман Борисович (февраль 2012 — август 2014);
- полковник Токарев Александр Сергеевич (-2018 — 04.2019-)
- Генерал-майор Кузьменков Игорь Анатольевич (н.в.)

## Награждённые званием Героя Российской Федерации
- лейтенант Леваков, Александр Сергеевич, Командир танкового взвода, 2023 год.
- ефрейтор Неустроев, Алексей Михайлович, оператор-наводчик танкового взвода 2-й танковой роты 218-го танкового полка, 2023 год.
- Капитан Баксиков, Расим Рашидович, командир 2-й танковой роты 218-го танкового полка, 2023 год.
- Ефрейтор Евсеев, Филипп Александрович, механик-водитель танкового взвода 2-й танковой роты 218-го танкового полка, 2023 год.
- Подполковник Пашкевич, Леонид Владимирович, командир мотострелкового батальона 394-го мотострелкового полка , 2024 год.

## Известные люди, связанные с дивизией
- Белобородов, Афанасий Павлантьевич —  С 11.1936 по 03.1939 гг., пом.начальника и начальник оперативной части штаба 66-й стрелковой дивизии.

## Награды
- Орден Кутузова II степени — награждена указом Президиума Верховного Совета СССР от 19 сентября 1945 года за образцовое выполнение заданий командования в боях против японских войск на Дальнем Востоке при форсировании реки Уссури, прорыве Хутоуского, Мишаньского, Пограничненского и Дуннинского укреплённых районов, овладении городами Мишань, Гирин, Яньцзи, Харбин и проявленные при этом доблесть и мужество.[2]

Награды частей дивизии:
- 33-й стрелковый Краснознаменный[14] полк[15]